# 난단현
난단현(한국어: 남단현, 중국어: 南丹县, 병음: Nándān Xiàn)은 중국 광시 좡족 자치구 허츠 시의 현급 행정구역이다. 넓이는 3902km2이고, 인구는 2007년 기준으로 290,000명이다.

## 행정 구역
7개 진, 1개 향, 3개 민족향을 관할한다.
- 진: 城关镇, 大厂镇, 车河镇, 芒场镇, 六寨镇, 月里镇, 吾隘镇.
- 향: 罗富乡.
- 민족향: 中堡苗族乡, 八圩瑶族乡, 里湖瑶族乡.